# Wolfgang Feige (Fachmethodiker)
Wolfgang Feige (* 1931) war ein deutscher Methodiker für das Fach Staatsbürgerkunde in der DDR.

## Leben
Feige besuchte 1937–1941 die zweiklassige Dorfschule und anschließend die Städtische Oberschule in Neurode (Schlesien). Das Abitur legte er 1950 an der Petrischule Leipzig ab. Ein dreijähriges Studium der Pädagogik mit dem Wahlfach Geschichte folgte an der Karl-Marx-Universität Leipzig. Als Lehrer an der Erweiterten Helmholtz-Oberschule (EOS) in Leipzig unterrichtete er die Fächer Geschichte und Staatsbürgerkunde.
Seit 1964 war Feige Wissenschaftlicher Mitarbeiter am Pädagogischen Institut Leipzig. Feiges erste Veröffentlichung in der Zeitschrift „Geschichte und Staatsbürgerkunde“ griff 1964 eine Formel der westdeutschen Politikdidaktik auf: „Freiheit und Verantwortung“. 1971 folgte eine Gruppenhabilitation zusammen mit Lothar Gärtner und Jonny Gottschalg am Franz-Mehring-Institut der Universität Leipzig. Seit 1973 leitete er die Sektion Marxismus-Leninismus/Staatsbürgerkunde an der Pädagogischen Hochschule „Clara Zetkin“ in Leipzig und wurde korrespondierendes Mitglied der Akademie der Pädagogischen Wissenschaften der DDR. Leipzig war in der Forschungskooperation der DDR zuständig für die Entwicklung der Unterrichtshilfen für die 8. Klasse.
In Leipzig wurde in den 1980er Jahren das Interdisziplinäre Zentrum für Unterrichtsforschung eingerichtet (Leitung: Edgar Rausch), wo die „Leipziger Schule der Kommunikativen Didaktik“ geprägt wurde. In einem Vortrag erklärte Feige: „Es muß klar sein: Die Schule im Sozialismus zwingt keinen Schüler zum weltanschaulichen Bekenntnis, wohl aber muß insbesondere der gesellschaftswissenschaftliche Unterricht den Schülern überzeugend zeigen, daß die Weltanschauung der Arbeiterklasse als geistige Grundlage für den politischen Entscheidungsprozeß zu beachten ist und deshalb für jeden – auch für den Träger anderer Weltanschauung – gerade wegen ihres Materialismus und ihrer Dialektik in diesem praktisch-politischen Sinne akzeptierbar ist.“ Diese Konzeption wurde als „offene Parteilichkeit“ umschrieben. Eine Distanzierung davon ist nicht bekannt, das letzte Buch war „Wege zur Weltanschauung“ (1988).
Feige wurde als Verdienter Hochschullehrer der Deutschen Demokratischen Republik ausgezeichnet. Er galt als ein Pädagoge mit „Gespür für ungewöhnliche Unterrichtsituationen“ (Siegfried Piontkowski).

## Schriften
- Sozialstruktur der spätmittelalterlichen deutschen Stadt im Spiegel der historischen Statistik. Mit besonderer Berücksichtigung der niederen Schichten der Bevölkerung und mit einem Exkurs in das Leipzig des 16. Jahrhunderts (Diss. Leipzig 1965).
- mit Lothar Gärtner/ Jonny Gottschalg: Bestimmung des Grundwissens im Marxismus-Leninismus und zu seiner Wirkung auf die Ideologie- und Theorienbildung. Eine Unters. im Fach Staatsbürgerkunde, Leipzig 1971.
- Mitautor: Zur Arbeit mit Unterrichtsmitteln im Staatsbürgerkundeunterricht, Berlin 1979
- Sozialistische Demokratie als historische Errungenschaft und ständige Herausforderung den Schülern bewusst machen, in: Geschichte und Staatsbürgerkunde (1989) 9, S. 650–657.

## Einzelbelege
1. ↑  Tilman Grammes, Henning Schluß, Hans-Joachim Vogler: Staatsbürgerkunde in der DDR: Ein Dokumentenband. Springer-Verlag, 2007, ISBN 978-3-531-90048-3 (google.de [abgerufen am 25. Juli 2021]).

| Personendaten    | Personendaten                                  |
| ---------------- | ---------------------------------------------- |
| NAME             | Feige, Wolfgang                                |
| ALTERNATIVNAMEN  | Feige, Wolfgang Paul                           |
| KURZBESCHREIBUNG | deutscher Fachmethodiker für Staatsbürgerkunde |
| GEBURTSDATUM     | 1931                                           |